# Nowogród Wielki
Nowogród Wielki (ros. Вели́кий Но́вгород, Wielikij Nowgorod, w źródłach skandynawskich Holmgård) – miasto w północno-zachodniej Rosji nad rzeką Wołchow; stolica obwodu nowogrodzkiego (przydomek „Wielki” przywrócono oficjalnie w 1998 roku). W 2020 roku miasto zamieszkiwało 224 tys. mieszkańców.

## Historia
Najstarszy ośrodek znajdował się na terenie stanowiska archeologicznego Riurikowo Gorodiszcze (Рюриково городище, „Grodzisko Ruryka”), około 2 km na południe od późniejszego centrum miasta, naprzeciw monasteru św. Jerzego, w miejscu w którym rzeka Wołchow wypływa z jeziora Ilmień. Znajdowała się tam wareska osada handlowa Holmgård, założona w IX wieku. Pełniła ona główną rolę na początkowym odcinku szlaku „od Waregów do Greków”.
Według kroniki Nestora Nowogród został zbudowany przez słowiańskie plemię Słowienów. Według kronikarza zagrożenie ze strony Waregów skłoniło mieszkańców do oddania się pod opiekę kniazia Ruryka, który uczynił miasto stolicą w 862 r. Moment ten jest uważany za początek historii Rusi. W XI w. stłumiono bunt pogański inspirowany przez wołchwów.

### Republika Nowogrodzka
Od XII wieku stolica Republiki Nowogrodzkiej istniejącej na terenach dzisiejszej północno-zachodniej Rosji w latach 1136–1478. Do 1169 roku Nowogród Wielki był zależny od Wielkiego Księstwa Kijowskiego, od 1169 od Wielkiego Księstwa Włodzimierskiego. Po klęsce sił rusko-połowieckich w bitwie nad Kałką (1223) Batu-chan podbił wszystkie ziemie ruskie z wyjątkiem Nowogrodu Wielkiego, który jednak zmuszony był uznać zwierzchność Mongołów i płacić trybut. W XII – XV wieku Nowogród zajął znaczne tereny położone między Bałtykiem a Uralem a także zachodnią Syberię, tzw. Jugrę.

#### Rządy Aleksandra Newskiego
W okresie panowania mongolskiego wodzem dużej rangi i zręcznym politykiem okazał się książę nowogrodzki Aleksander Newski z rodu Rurykowiczów. W 1236 został wybrany księciem Nowogrodu. W tym czasie na zachodzie coraz większe zagrożenie stwarzał Zakon Kawalerów Mieczowych, a z północy zaczęli zagrażać Szwedzi. Aleksander Newski pokonał Szwedów w 1240 roku w bitwie nad Newą, stąd wziął się jego przydomek. W 1242 na zamarzniętym jeziorze Pejpus zwyciężył wojska inflanckiej gałęzi zakonu krzyżackiego i zdobył Psków, co zapobiegło niemieckiej ekspansji na ziemie ruskie. Następnie pokonał najeżdżające Nowogród wojska litewskie.
Będąc doskonałym dyplomatą, jednocześnie zawierał z Tatarami okresowe porozumienia. W 1249 przyjął tytuł księcia kijowskiego, a w 1252 wielkiego księcia włodzimierskiego. W 1257 odbył wraz z Tatarami ekspedycję karną do Nowogrodu powstrzymującego się z wypłatą danin. Aleksander Newski był przodkiem carów rosyjskich. Jego syn Daniel był założycielem moskiewskiej linii Rurykowiczów.

#### XIV–XV wiek
W latach 1389–1392 oraz 1407–1412 Republika Nowogrodzka pozostawała w stosunku lennym wobec Korony Królestwa Polskiego, związana osobą brata Jagiełły – Lingwenem. Wojska nowogrodzkie brały udział w bitwie pod Grunwaldem po stronie polskiej. Od 1470 była w unii personalnej z Wielkim Księstwem Litewskim.
W 1478 roku Nowogród Wielki został podbity przez Iwana III Srogiego i wcielony do Wielkiego Księstwa Moskiewskiego. Miasto za panowania Iwana III cieszyło się specjalnymi przywilejami (podobnie jak Gdańsk w Polsce).

### Nowożytność i czasy współczesne

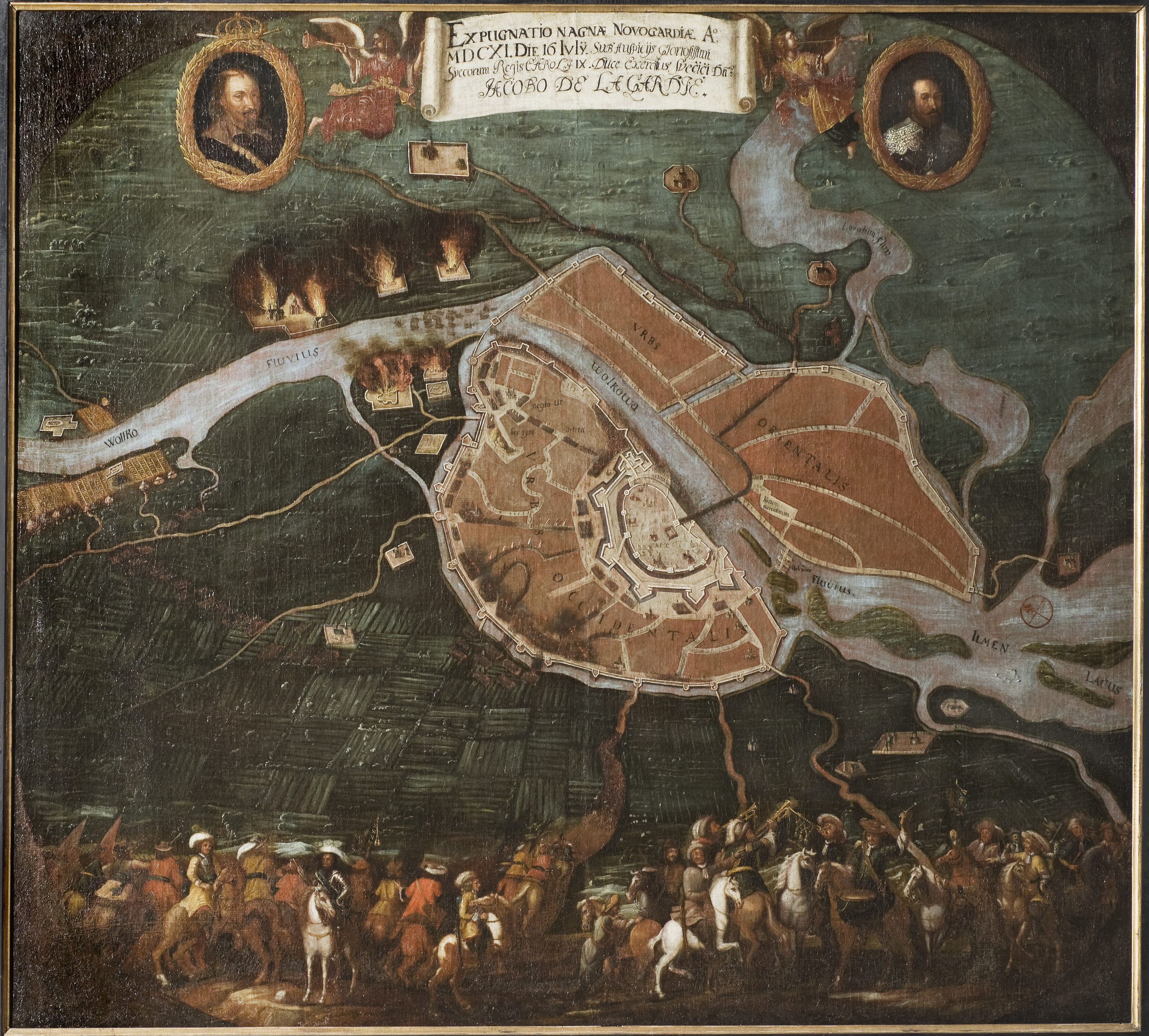
Bitwa o Nowogród (1611)

Za panowania Iwana IV Groźnego wstrzymano przywileje, co doprowadziło do potajemnych pertraktacji rady miejskiej z Litwą. Wywiad Iwana IV się o tym dowiedział, co doprowadziło do ekspedycji karnej przeciw miastu i tzw. „masakry nowogrodzkiej”. Przed masakrą Nowogród był jednym z trzech największych miast we władaniu Moskwy i liczył ok. 25-30 tys. mieszkańców. W 1611, podczas wojny moskiewsko-szwedzkiej, miasto zdobyli Szwedzi pod wodzą Jacoba De la Gardie i kontrolowali miasto przez sześć lat do podpisania pokoju w Stołbowie. W 1727 Nowogród został stolicą nowo powstałej guberni nowogrodzkiej Imperium Rosyjskiego. W 1897 miasto liczyło 25 736 mieszkańców, a jego najliczniejszymi mniejszościami byli Żydzi, Polacy, Niemcy i Litwini.
Podczas II wojny światowej pod okupacją niemiecką od 1941 do 1944.
W 1904 w Nowogrodzie Wielkim urodził się Bohdan Guerquin – polski architekt, historyk architektury.

## Zabytki
- kreml (lub dietiniec) obwarowany palisadą i fosą;
- Sobór św. Sofii pierwotnie zbudowany z drewna, wzniesiony według tradycji przez pierwszego biskupa Nowogrodu Akima, w czasie panowania Włodzimierza Wielkiego. Kolejna, już murowana, świątynia została wzniesiona w połowie XI wieku. Wewnątrz z tego okresu zachował się obraz przedstawiający cesarza Konstantyna I Wielkiego i jego matkę św. Helenę[13]. Cennym zabytkiem są również XII-wieczne drzwi płockie zwane w Rosji drzwiami korsuńskimi lub magdeburskimi, wykonane w stylu romańskim przez artystów niemieckich. Drzwi płockie ozdobione są płaskorzeźbami przedstawiającymi sceny Ewangelii i podobiznami twórców. Wykonane były w Magdeburgu w latach 1152–1154 na zamówienie ówczesnego biskupa płockiego Aleksandra z Malonne. Nie wiadomo, w jaki sposób znalazły się w Nowogrodzie Wielkim. W katedrze w Płocku od roku 1982 znajduje się ich wierny odlew.

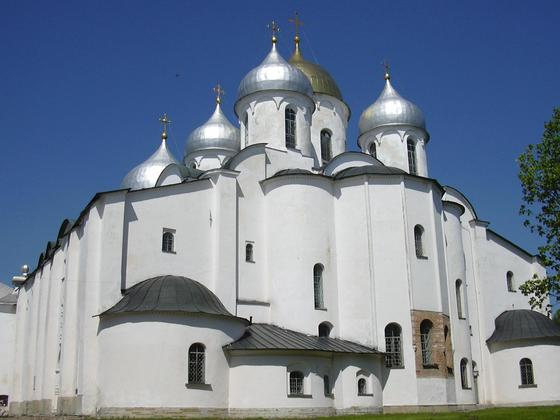
Sobór św. Sofii (1045–1050)
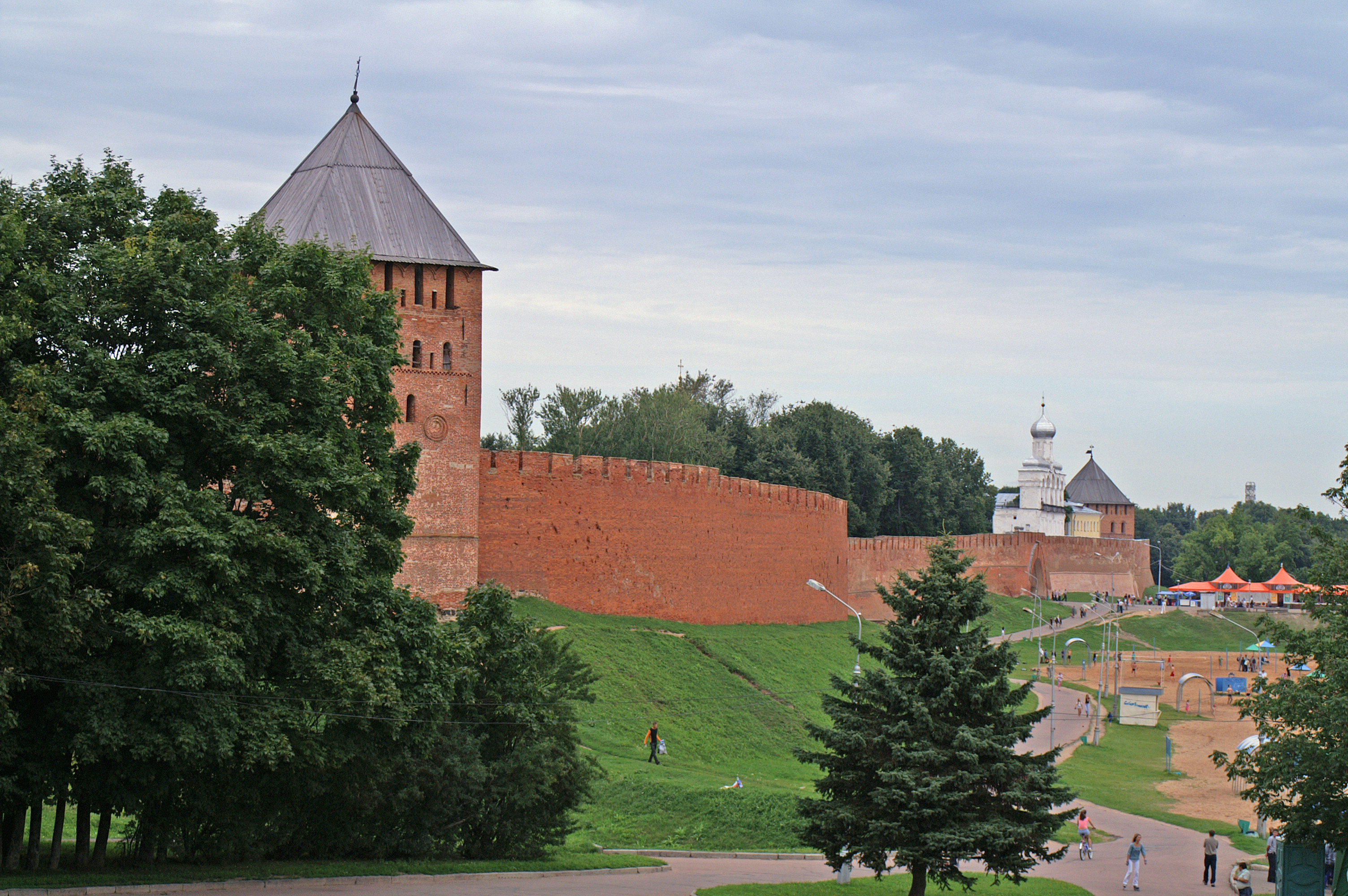
Kreml w Nowogrodzie Wielkim
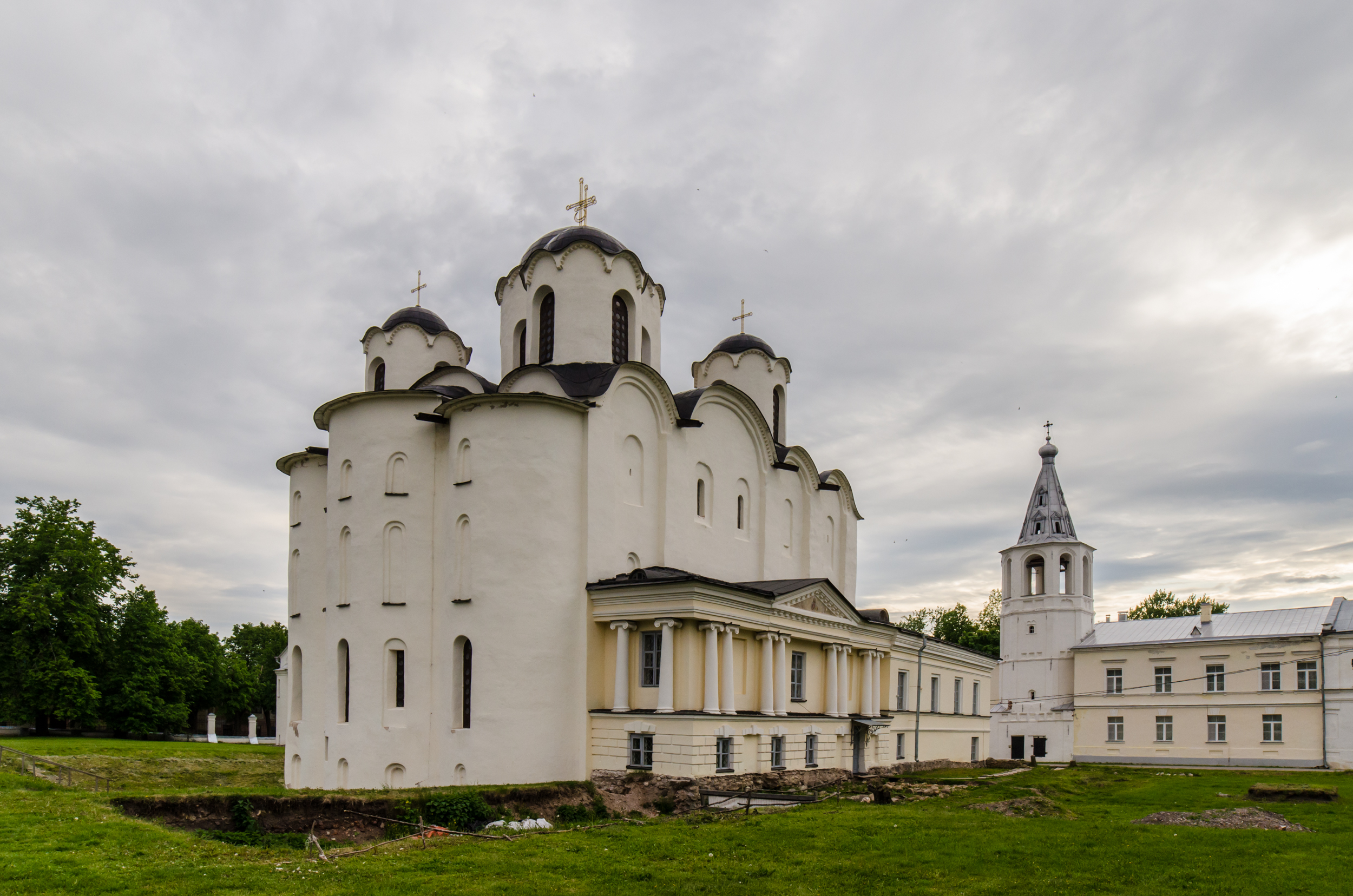
Sobór św. Mikołaja
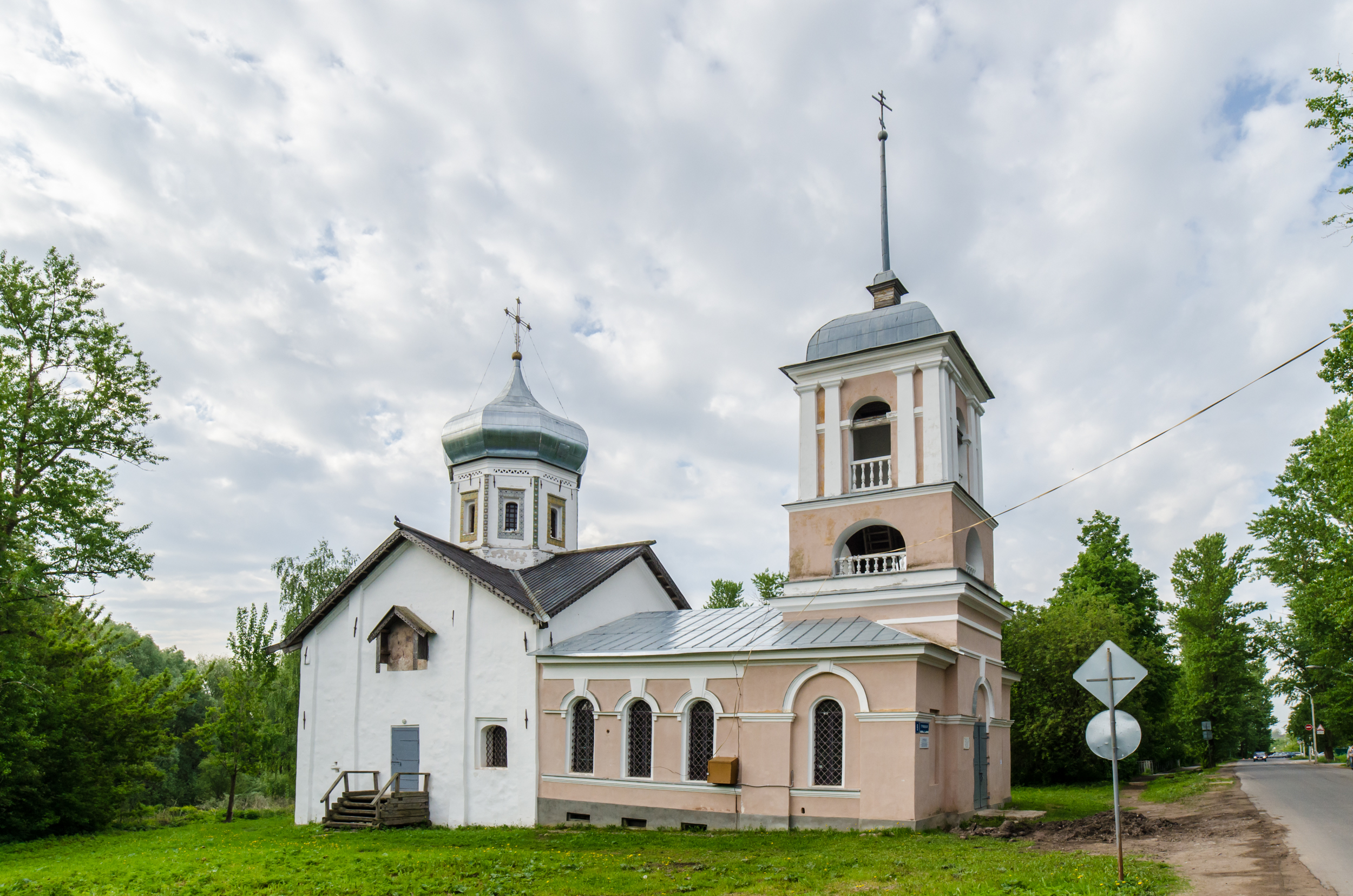
Cerkiew Trójcy Świętej
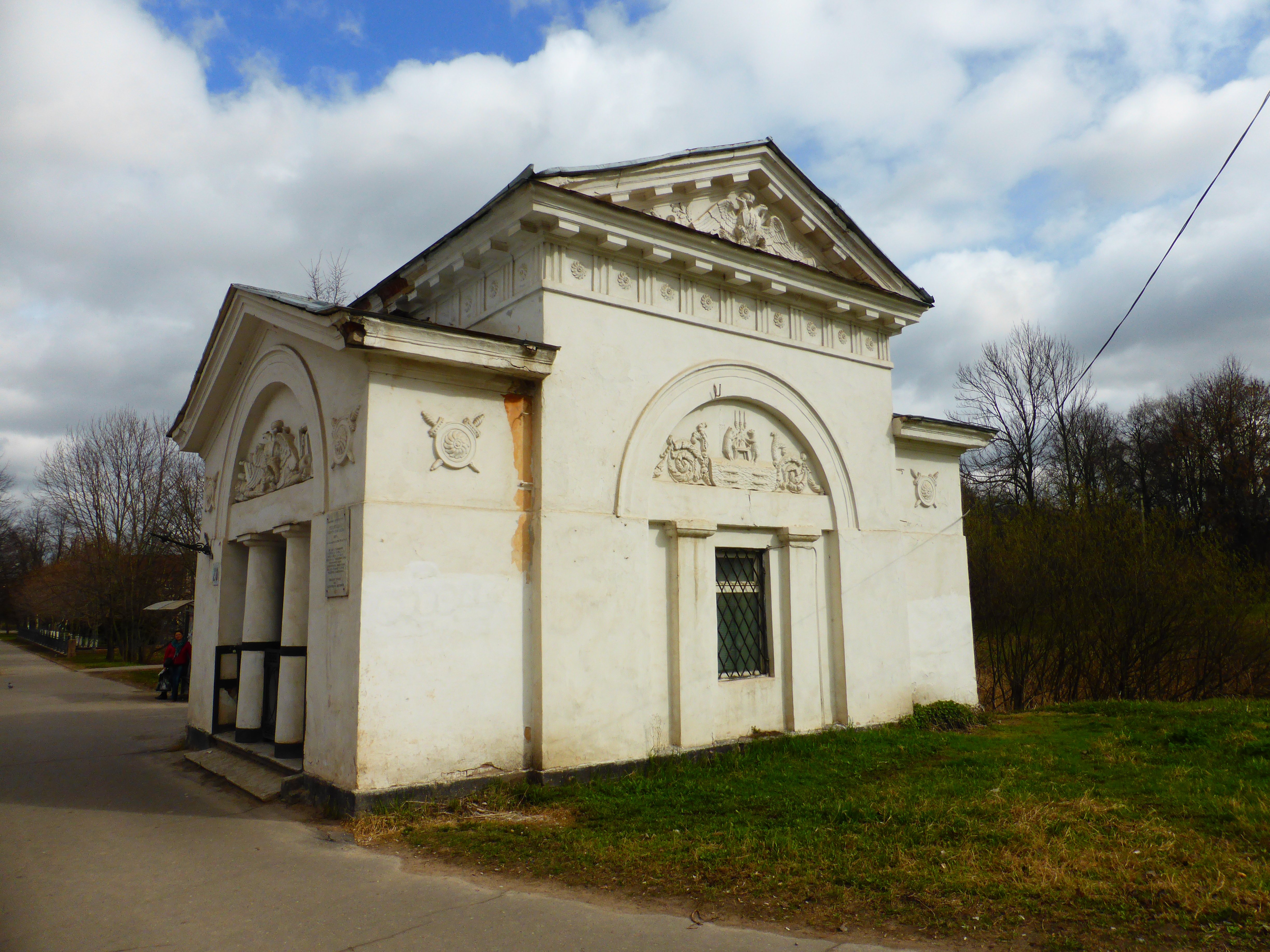
Kordegarda
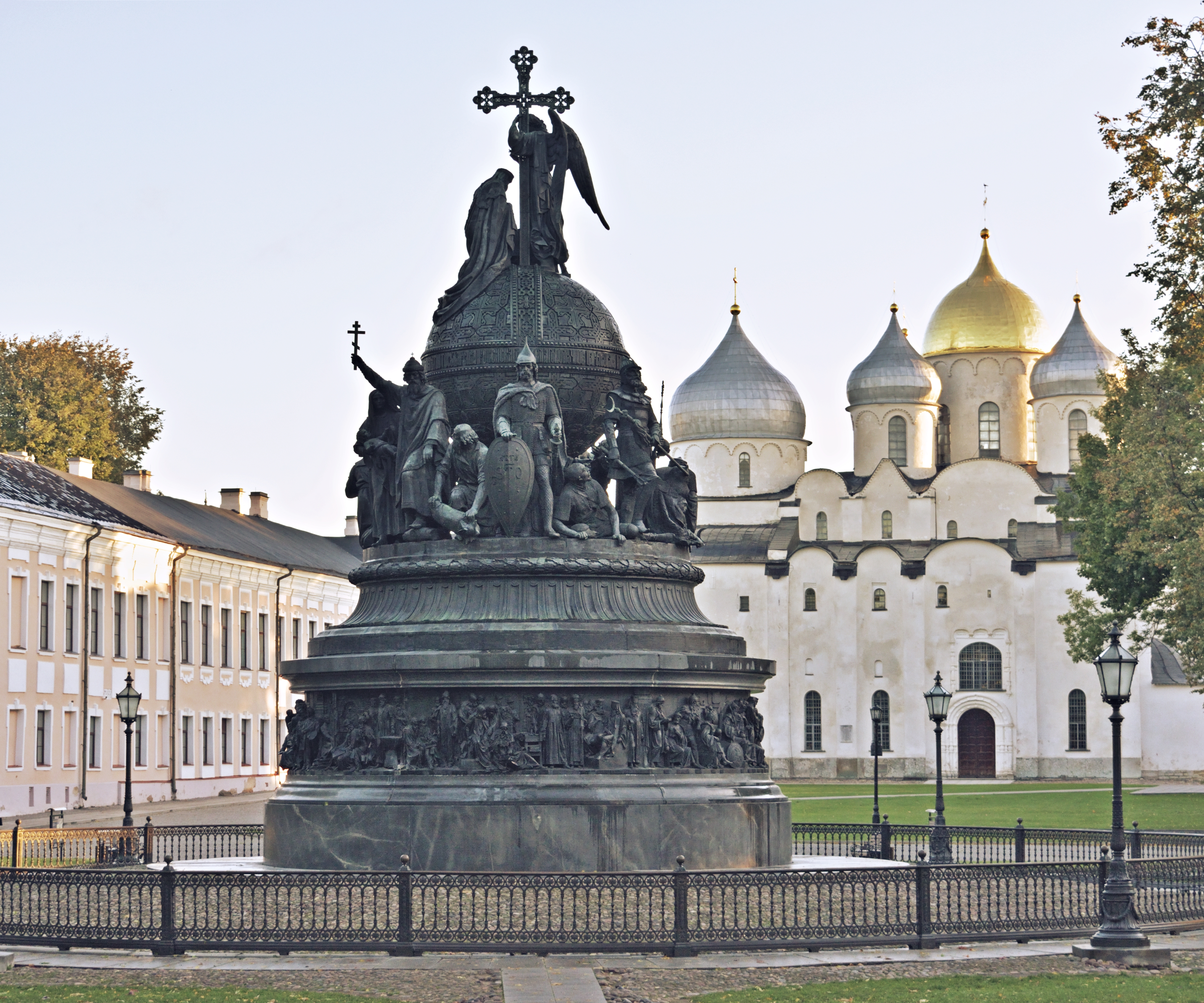
Pomnik Tysiąclecia Rosji (po 1862)

## Gospodarka
W  mieście rozwinął się przemysł maszynowy, metalowy, elektroniczny, chemiczny, drzewny, spożywczy, lekki oraz materiałów budowlanych.

## Miasta partnerskie
- Uusikaupunki (Finlandia)
- Bielefeld (Niemcy)
- Rochester (USA)
- Strasburg (Francja)
- Watford (Wielka Brytania)
- Zibo (Chiny)
- Cleveland Heights (USA)
- Iwano-Frankiwsk (Ukraina)
- Nanterre (Francja)
- Moss (Norwegia)
- Valga (Estonia)